# Sportclub Columbia Floridsdorf
Lo Sportclub Columbia Floridsdorf, detto comunemente Columbia Floridsdorf o anche Columbia XXI è una società calcistica austriaca di Vienna, con sede nel XXI distretto della città, Floridsdorf.
Fondata nel 1908, per la stagione 2012-2013 milita nella Wiener Stadtliga, la quarta divisione del campionato austriaco di calcio.

## Storia
Il club è stato fondato nel 1908 nella locanda Wiedermann di Jedlesee, a Vienna, con il nome di Sportclub Columbia XXI Wien. Nel settembre dello stesso anno si è affiliato alla Federazione.
Nel 1924 conquista la Kronen-Zeitung-Cup. Nel 1927 entra a far parte della VAFÖ e, quando nel 1934 questa viene dissolta, rientra nei ranghi della Wiener Fußball-Verband. Ottiene la prima promozione in seconda divisione nel 1943. Dopo la seconda guerra mondiale ottiene il miglior risultato della sua storia, con il 4º posto delle stagioni 1945-1946 e 1946-1947.
Con la nascita della Österreichische Fußball-Staatsliga, nel 1949, il Columbia retrocesse in terza divisione, e negli anni successivi anche nei campionati regionali si susseguirono risultati negativi. Nel 1957 la squadra militava ormai in 1. Klasse.
Nel 1999 il club è riuscito a recuperare la Wiener Stadtliga, quarto livello nazionale. Ancora una volta, dopo una retrocessione, ha centrato la promozione nella stagione del centenario (2007-2008). Ha cambiato nome nel 2005 in Sportclub Columbia Floridsdorf. Nel 2009 ha affrontato in amichevole gli inglesi dell'Arsenal, perdendo per 1-7 dopo essere passati in vantaggio, davanti a quasi 7.000 spettatori.
Nella stagione 2009-2010 ha ottenuto la prima promozione in Regionalliga della sua storia, battendo 2-0 l'IC Favoriten alla penultima giornata di Stadtliga.
Il 17 luglio 2010 ha disputato un'amichevole con il Borussia Dortmund, perdendo 0-4. Nella stagione d'esordio in Regionalliga Ost (2010-2011) il Columbia è arrivato al terz'ultimo posto e avrebbe dovuto retrocedere in Wiener Stadtliga, ma grazie al ritiro della licenza al Waidhofen/Ybbs ha potuto conservare anche per il 2011-2012 il posto in terza divisione. Al termine di quella stagione è retrocessa chiudendo la Regionalliga Ost all'ultimo posto.

## Stadio
Il primo stadio del club, costruito dopo la prima guerra mondiale, fu demolito nel 1964 per costruire un complesso residenziale. Da allora gioca nel Franz Grasberger-Stadion, situato in località Schwarzlackenau.

## Palmarès

### Trofei regionali
- Campionato di Vienna: 1

2009-2010